# Platystasius othus
Platystasius othus är en stekelart som beskrevs av Nixon 1937. Platystasius othus ingår i släktet Platystasius och familjen gallmyggesteklar. Inga underarter finns listade i Catalogue of Life.